# Park Si-yeon
Park Si-yeon (* 29. März 1979 in Busan, Südkorea), wirklicher Name Park Mi-seon (박미선), ist eine südkoreanische Schauspielerin.

## Leben
Park Si-yeon nahm 2000 an der Wahl zur Miss Korea teil und nutzte dies als Sprungbrett für eine Schauspielkarriere. Anfangs spielte sie kleinere Rollen in chinesischen Fernsehserien. Schließlich folgte 2005 ihre erste größere Rolle in der südkoreanischen Serie My Girl. Für ihre Leistung in dem Film The Fox Family (2006) erhielt sie den Paeksang Arts Award als beste Nachwuchsdarstellerin.
In dem Krimi The Scent (2012) spielt sie die Hauptrolle.
2011 heiratete Park und ist seit 2013 Mutter einer Tochter. Zur Zeit ihrer Schwangerschaft lief auch ein Gerichtsverfahren gegen Park wegen Missbrauchs von Propofol. Ihre Agentur wies die Anschuldigungen zurück, da es sich um eine medizinische Nutzung aufgrund von Rückenbeschwerden handeln würde. Im Oktober 2013 wurde Park für schuldig befunden und zu acht Monaten Gefängnis und zwei Jahren auf Bewährung verurteilt. 2015 brachte sie eine zweite Tochter zur Welt.
Im Mai 2016 erklärte sie, sich scheiden lassen zu wollen.

## Filmografie

### Filme
- 2006: The Fox Family (구미호 가족 Gumiho Gajok)
- 2007: Zigzag Love
- 2007: A Love (사랑 Sarang)
- 2008: Special Agent Lee (다찌마와 리: 악인이여 지옥행 급행열차를 타라! Dachimawa Lee: Aginiyeo Jiokaeng Geupaengyeolcha-reul Tara!)
- 2008: Marine Boy (마린보이)
- 2012: The Scent (간기남)
- 2015: Last Knights – Die Ritter des 7. Ordens

### Fernsehserien
- 2004: Feng Qiu Huang (chinesisch 凤求凰, CCTV)
- 2005: Han Xue Bao Ma (chinesisch 汗血宝马, CCTV)
- 2005: Lotus Lantern (chinesisch 宝莲灯, CCTV)
- 2005: My Girl (마이걸, SBS)
- 2006: Please Come Back, Soon-Ae (돌아와요 순애씨, SBS)
- 2006: Yeon Gaesomun (연개소문, SBS)
- 2006: Hyena (tvN)
- 2007: When Spring Comes (KBS2)
- 2008: On Air (온에어, SBS, Cameo-Auftritt)
- 2008: La Dolce Vita (달콤한 인생 Dalkomhan Insaeng, MBC)
- 2009: The Slingshot (남자이야기, KBS2)
- 2010: Drama Special: Red Candy (KBS2)
- 2010: Coffee House (커피하우스, SBS)
- 2011: The Greatest Love (최고의 사랑, MBC, Cameo)
- 2012: The Innocent Man (세상 어디에도 없는 착한 남자, KBS2)